# Klasztor Benediktbeuern
Klasztor Benediktbeuern – były barokowy klasztor benedyktynów, znajdujący się w Benediktbeuern. Obecnie przejęty przez Salezjanów.

## Źródła
- Leo Weber: Vestigia Burana: Spuren und Zeugnisse des Kulturzentrums Kloster Benediktbeuern. Don Bosco Medien, 1995, ISBN 3-7698-0790-1.